# Sam Sullivan
Sam Sullivan, född 1960, var Vancouvers borgmästare under perioden 5 december 2005-8 december 2008 och tillhör Non-Partisan Association (NPA), ett parti som kan betecknas som center-höger. Sam Sullivan bröt nacken i en skidolycka när han var nitton år gammal och är därför rullstolsburen.